# Estadio Empleados del Comercio
El Estadio Centro Empleados de Comercio es un estadio de Uruguay. Es propiedad de la Intendencia Departamental de Treinta y Tres. En él se juegan los principales partidos de las ligas locales, de los equipos olimareños en las ligas interdepartamentales y de las selecciones de mayores y Sub-18 en la Copa Nacional de Selecciones del Interior y la Copa Nacional de Selecciones del Interior Sub-18 respectivamente; ambos torneos organizados por la OFI
Tiene una capacidad para 6000 personas siendo el mayor estadio de la ciudad de Treinta y Tres y del departamento.
Partidos AUF en el Centro Empleados de Comercio
Cerro Largo FC disputa de local los partidos de play-off por en 3.er Ascenso de Segunda División 2006/7, por tener suspendido su escenario de juego el Estadio Arquitecto Antonio Ubilla (Melo) 
Semifinales play-off por 3er Ascenso de Segunda División 2006/7  9 de junio de 2007
Cerro Largo FC (Melo) 1 - 1 Deportivo Maldonado (Maldonado) .  Avanza Cerro Largo FC tras la victoria que obtuvo en condición de visitante por (0-1)  en el Domingo Burgueño Miguel el 2 de junio.
Final play-off por 3er Ascenso de Segunda División 2006/7  23 de junio de 2007
Cerro Largo FC (Melo) 1-2 Juventud (Las Piedras). Tras el empate (0-0) en el Martínez Monegal. Juventud logra el ascenso en el tiempo suplementario, ya que al final de los 90 min de juego estaban igualados en 1 tanto por bando.
Por 15 Fecha del Torneo Apertura 2011 del Campeonato Uruguayo 2011/12 4 de diciembre de 2011.
Cerro Largo FC (Melo) 3 - 0 El Tanque Sisley (Montevideo)
Torneo Preparación 2012 "Copa Celeste Olímpica 2012"
Por Octavos de final 29 de enero de 2012
Liverpool FC (Montevideo) 3-3 El Tanque Sisley (Montevideo) tras el empate en los 90 min se definió desde el punto penal (5-6) pasando El Tanque Sisley (Montevideo) a cuartos de final 
Por Semifinales 4 de febrero de 2012
Peñarol (Montevideo) 0-0 Wanderers (Montevideo) tras el empate en los 90 min se definió desde el punto penal (4-2) pasando Peñarol (Montevideo) a la final  ￼

## Galería de fotos

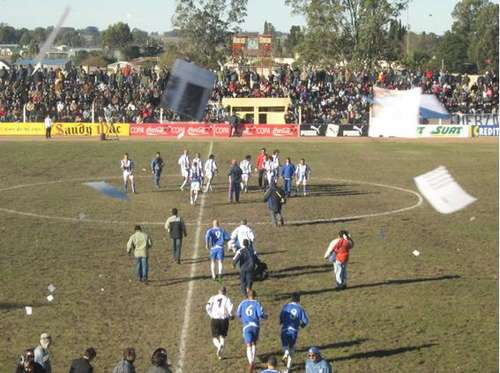
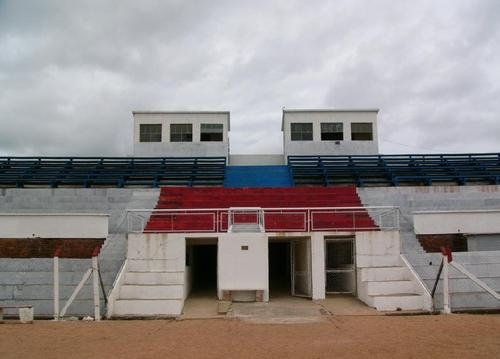
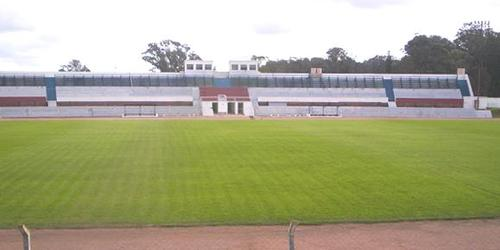
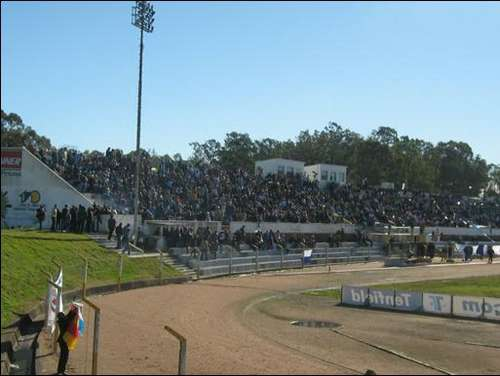